# Enghave Plads (metrostation)
Enghave Plads is een ondergronds metrostation in de Deense hoofdstad Kopenhagen dat werd geopend op 29 september 2019.

## Geschiedenis
In 1999 werden plannen gepresenteerd voor een metroringlijn (M3) door Kopenhagen en Frederiksberg die de lijnen M1 en M2 zou kruisen bij Forum en Kongens Nytorv. Tussen  Københavns Hovedbanegård en het westelijke kruispunt, bij Forum, zouden twee stations komen. Het eerste station ten westen van het Hovedbanegård zou komen bij de Vesterbros Torv, maar werd in latere tracévarianten verplaatst naar de Tove Ditlevsens Plads ruim 400m zuidwestelijker.
In 2005 stelden de gemeenten Kopenhagen en Frederiksberg het tracé van de M3 vast. Ze verplaatsen daarbij de westelijke kruising van Forum naar Frederiksberg waarop de locatie van het station in Vesterbro, in verband met de gewijzigde route, 100 m naar het zuiden werd verschoven. Hierbij werd ook gekeken of een station bij Carlsberg Byen zou kunnen worden toegevoegd, in welk geval het station ten oosten van Enghave Plads bij de Litauens Plads zou moeten komen omdat anders de afstand tussen de stations te klein zou zijn. Berekeningen gaven echter aan dat een station bij Carlsberg Byen het rendement van de ringlijn zou verlagen. Zodoende werd het station onder de Enghave Plads gebouwd en dat bij Carlsberg geschrapt. De bouw begon medio 2010 met kabelwerkzaamheden en archeologisch onderzoek. Het graatwerk voor de bouwput begon begin 2012 en het station werd in 2019 voltooid. 

## Ligging en inrichting
Het station ligt onder de Enghave Plads, tussen de Haderslevgade en de Flensborggade. De toegang, met vaste trap en twee liften, ligt bij Haderslevgade aan de westkant van het plein. Aan de andere kant van het plein, bij de Flensborggade is een tweede trap als nooduitgang. Het station is gebouwd volgens het standaardontwerp met daklichten, die dan ook het plein domineren. In het midden van het plein zijn ten zuiden van het station grote rode banken neergezet, de bushaltes liggen langs de straat aan de noordkant en onder de bomen tussen de straat en het station ligt de fietsenstalling.
Omdat het standaardontwerp op de eerste twee metrolijnen betekende dat de ondergrondse stations voor reizigers onherkenbaar bleken, werd voor de stations van M3 en M4 gekozen voor een eigen wandbekleding en afwerking per station. Voor Enghave Plads is gekozen voor wandpanelen die lijken op bakstenen als verwijzing naar de vele rode bakstenen huizen op en rond het plein.

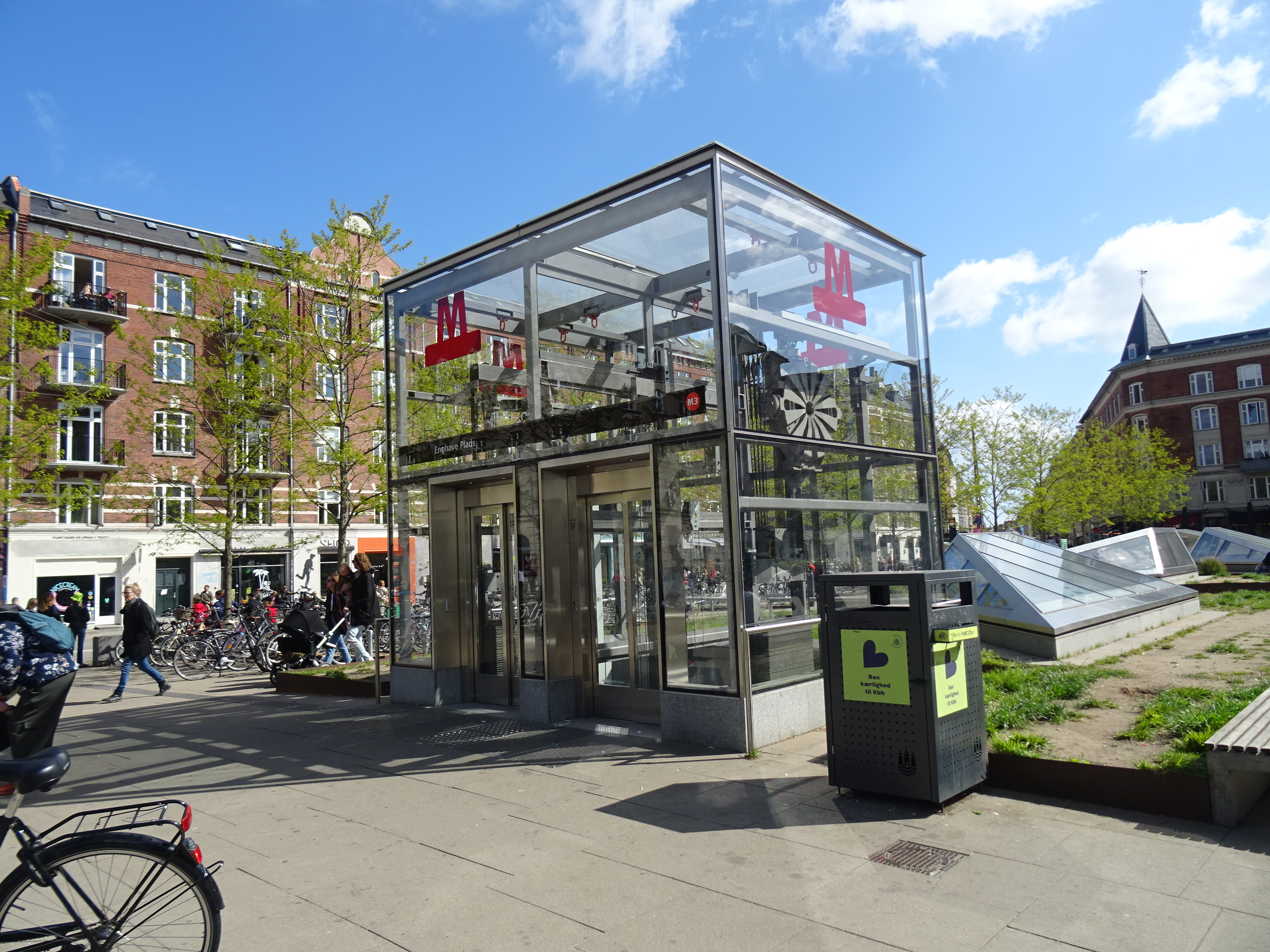
De liften en daklichten op het plein.
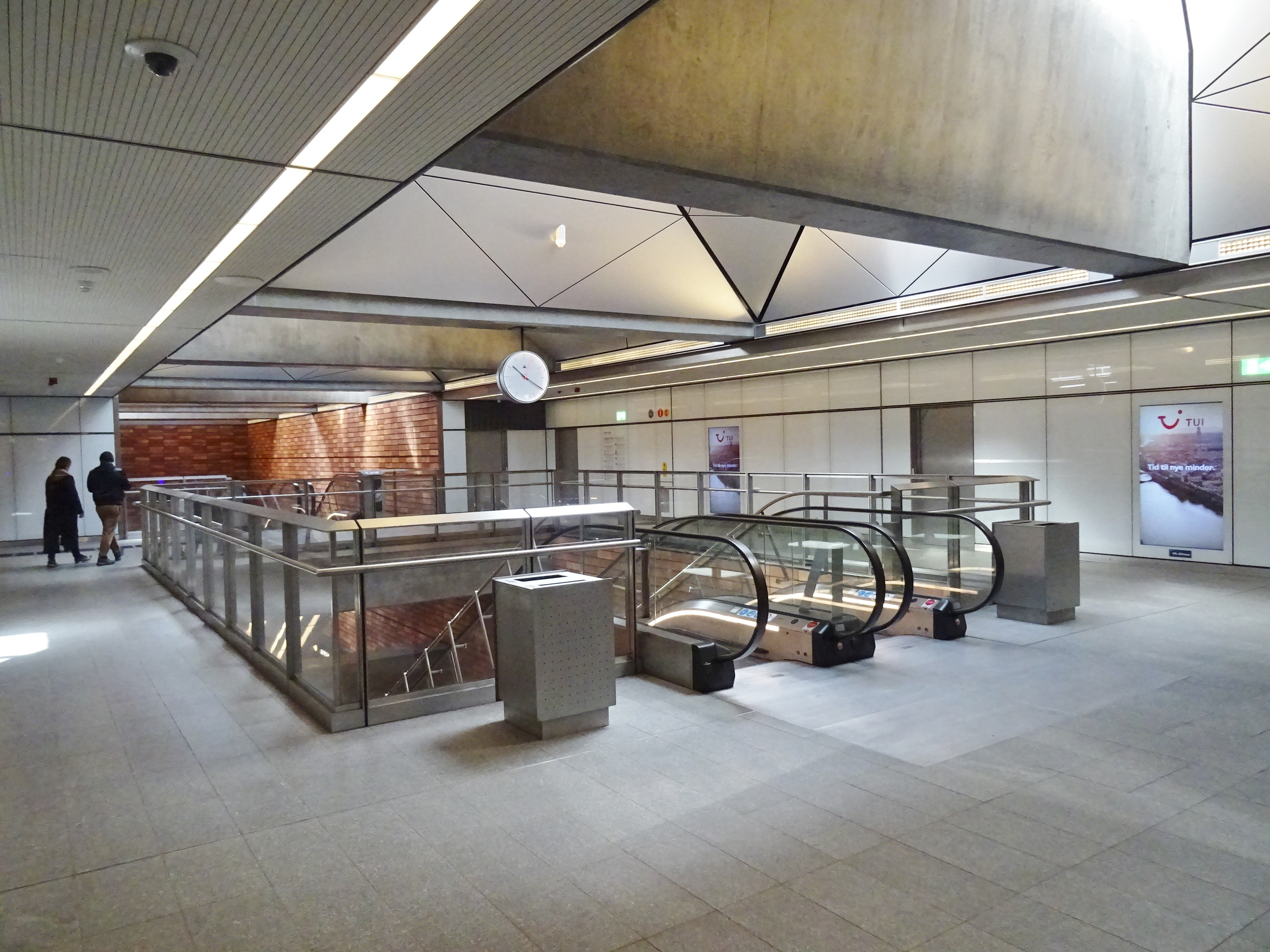
De stationshal gezien uit het westen.
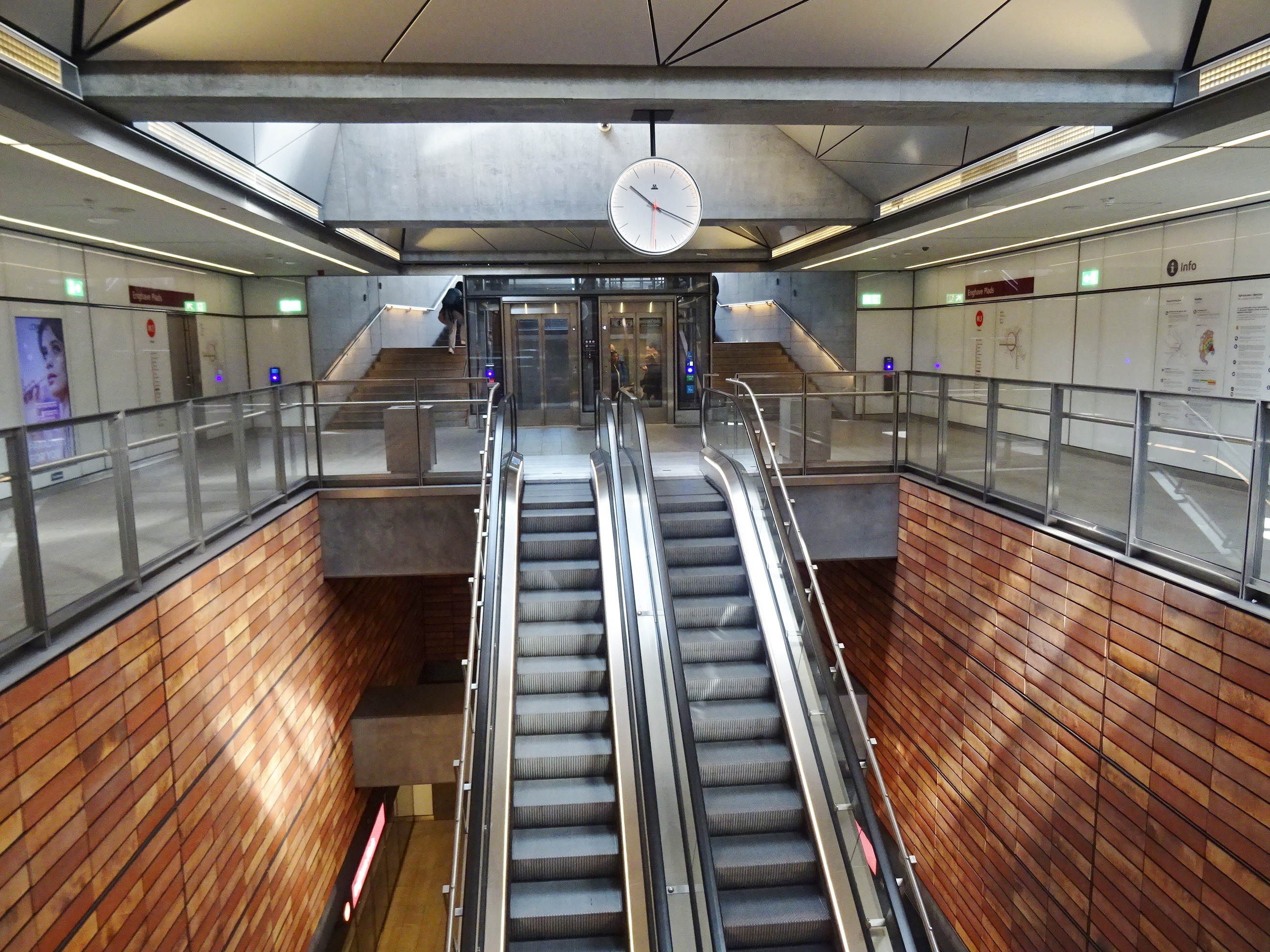
De stationshal gezien uit het oosten.

København H   · Rådhuspladsen · Gammel Strand · Kongens Nytorv · Marmorkirken · Østerport   · Trianglen · Poul Henningsens Plads · Vibenshus Runddel · Skjolds Plads · Nørrebro  · Nørrebros Runddel · Nuuks Plads · Aksel Møllers Have · Frederiksberg · Frederiksberg Allé · Enghave Plads · København H →